# Saltburn-by-the-Sea
Saltburn-by-the-Sea é um balneário no condado de North Yorkshire, Inglaterra, fundado em 1861.
A pequena cidade fica a cerca de 20 km de Middlesbrough e tem uma  população de 5.912 habitantes (censo 2001).
Na cidade localiza-se o funicular Saltburn Cliff Lift.